# Porcellio dispar
Porcellio dispar är en kräftdjursart som beskrevs av Karl Wilhelm Verhoeff1901. Porcellio dispar ingår i släktet Porcellio och familjen Porcellionidae. Inga underarter finns listade i Catalogue of Life.